# Choerodon cephalotes
Choerodon cephalotes là một loài cá biển thuộc chi Choerodon trong họ Cá bàng chài. Loài này được mô tả lần đầu tiên vào năm 1875.

## Từ nguyên
Tính từ định danh graphicus bắt nguồn từ kephalotos trong tiếng Hy Lạp cổ đại, mang nghĩa là "ở đầu", hàm ý có lẽ đề cập đến phần đầu to với phần trán dốc.

## Phạm vi phân bố và môi trường sống
C. cephalotes là một loài đặc hữu của vùng biển phía bắc nước Úc, được ghi nhận từ vịnh Shark, Tây Úc trải dài đến Sydney, New South Wales. Loài cá này có thể được tìm thấy ở các cụm đảo phía nam Indonesia.
C. cephalotes sống gần các rạn san hô trên nền đá vụn hoặc thảm cỏ biển, độ sâu được tìm thấy có thể đến 80 m.

## Mô tả
Chiều dài cơ thể tối đa được ghi nhận ở C. cephalotes là 38 cm. Cơ thể cá trưởng thành có màu xanh lục nâu, chuyển sang màu trắng ở dưới bụng. Vảy cá có các vạch màu xanh óng. Đầu có các vệt sọc màu xanh lam xung quanh mắt và mõm. Một số cá thể có vệt đen ở trên thân. Hai bên má có các chấm tròn màu cam.
Số gai ở vây lưng: 13; Số tia vây ở vây lưng: 7; Số gai ở vây hậu môn: 3; Số tia vây ở vây hậu môn: 10; Số tia vây ở vây ngực: 18–19; Số gai ở vây bụng: 1; Số tia vây ở vây bụng: 5.

## Sinh thái học
Thức ăn của C. cephalotes là những loài động vật có vỏ cứng, bao gồm giáp xác, nhuyễn thể và cầu gai.

## Thương mại
C. cephalotes được đánh giá là có thịt khá ngon, được đánh bắt trong ngành thương mại thủy sản và câu cá giải trí.

### Trích dẫn
- Gomon, Martin F. (2017). "A review of the tuskfishes, genus Choerodon (Labridae, Perciformes), with descriptions of three new species" (PDF). Memoirs of Museum Victoria. Quyển 76. tr. 1–111. doi:10.24199/j.mmv.2017.76.01.